# Hughes Brook
Hughes Brook är en ort i Kanada.   Den ligger i provinsen Newfoundland och Labrador, i den östra delen av landet, 1 400 km öster om huvudstaden Ottawa. Hughes Brook ligger 57 meter över havet och antalet invånare är 197.
Terrängen runt Hughes Brook är huvudsakligen kuperad, men åt nordväst är den platt. Hughes Brook ligger nere i en dal. Närmaste större samhälle är Corner Brook, 7,6 km sydväst om Hughes Brook. 
I omgivningarna runt Hughes Brook växer i huvudsak blandskog. Runt Hughes Brook är det ganska tätbefolkat, med 96 invånare per kvadratkilometer.